# Dalanówko (gromada)
Dalanówko – dawna gromada, czyli najmniejsza jednostka podziału terytorialnego Polskiej Rzeczypospolitej Ludowej w latach 1954–1972.
Gromady, z gromadzkimi radami narodowymi (GRN) jako organami władzy najniższego stopnia na wsi, funkcjonowały od reformy reorganizującej administrację wiejską przeprowadzonej jesienią 1954 do momentu ich zniesienia z dniem 1 stycznia 1973, tym samym wypierając organizację gminną w latach 1954–1972.
Gromadę Dalanówko z siedzibą GRN w Dalanówku (w obecnym brzmieniu: Dalanówek) utworzono – jako jedną z 8759 gromad na obszarze Polski – w powiecie płońskim w woj. warszawskim, na mocy uchwały nr VI/10/14/54 WRN w Warszawie z dnia 5 października 1954. W skład jednostki weszły obszary dotychczasowych gromad Cempkowo, Dalanówko, Michalinek, Młyńsk, Poczernin i Raźniewo ze zniesionej gminy Wójty Zamoście oraz obszary dotychczasowych gromad Lisewo i Strubiny ze zniesionej gminy Sochocin w tymże powiecie. Dla gromady ustalono 12 członków gromadzkiej rady narodowej.
31 grudnia 1959 z gromady Dalanówko wyłączono wieś Lisewo, włączając ją do gromady Joniec w tymże powiecie, po czym gromadę Dalanówko zniesiono 1 stycznia 1960 a jej (pozostały) obszar włączono do nowo utworzonej gromady Wójty Zamoście gromady Płońsk w tymże powiecie (wykreślone zmiany retroaktywnie uchylone uchwałami z 25 lutego 1960).